# Furculești
Furculești is een Roemeense gemeente in het district Teleorman.
Furculești telt 3720 inwoners.